# Descomposición espinodal

Ejemplo de la descomposición espinodal a escala.

La descomposición espinodal es un mecanismo por medio del cual una solución de dos o más componentes puede separarse en fases diferenciadas de distinta composición química y propiedades físicas diferentes. La separación de fases tiene lugar de manera homogénea en todo el material y no, a diferencia de lo que ocurre en el caso de nucleación y crecimiento, en posiciones concretas del material.
La descomposición espinodal es de gran interés debido a dos razones fundamentales. Por un lado, es una de las pocas transformaciones de fase para la que existe una teoría cuantitativa precisa –en este caso, la llamada Ecuación de Cahn-Hilliard. Las razones para esto es que, a diferencia del resto de procesos de cambio de fase, la descomposición espinodal involucra mecanismos inherentemente sencillos, lo que facilita su estudio. Así, al no existir barrera termodinámica alguna para que se produzca la reacción dentro de la llamada zona espinodal, la transformación puede tratarse exclusivamente como un problema de difusión. Y aunque la ecuación de Cahn-Hilliard que describe el proceso resulte ser una ecuación no lineal en derivadas parciales de cuarto orden –lo que imposibilita su total resolución–, diversas aproximaciones de la misma permiten establecer las características principales del proceso. En comparación, los procesos de nucleación involucran fluctuaciones (situaciones de no equilibrio) que impiden el empleo de la termodinámica para su estudio.
Por otro lado, la descomposición espinodal es de gran interés desde el punto de vista práctico, por cuanto se trata de un mecanismo por medio del cual se pueden generar microestructuras muy finamente dispersas capaces de mejorar grandemente las propiedades físicas del material.

## Perspectiva histórica
A principios de la década de 1940, A J Bradley observó la aparición de bandas laterales alrededor de los picos de Bragg en los patrones de difracción de rayos X de una aleación de Cu-Ni-Fe que había sido enfriada y posteriormente recocida dentro de la región de miscibilidad de los tres elementos. La aparición de dichas bandas laterales sugería la existencia de alguna discontinuidad en la composición del material pese a que la misma cayera dentro de la región de miscibilidad, esto es, pese a que la composición fuera tal que, en principio, las tres especies, cobre, níquel y hierro, deberían disolverse y alearse perfectamente para formar una fase continua y homogénea.
Observaciones posteriores hechas por Daniel y Lipson en 1944 llevarían a los mismos a demostrar que las bandas laterales se podían explicar por una modulación periódica de la composición en la dirección <100>. Midiendo el espaciado entre las bandas laterales fueron capaces de determinar la longitud de onda de la modulación, que era del orden de 100 angstroms. La modulación de la composición (esto es, la variación de la composición) en un material en equilibrio y cuya composición general era totalmente homogénea en inicio implica la necesidad de que se produzca un proceso de difusión inversa, o un coeficiente de difusión negativo: para, partiendo de una composición homogénea en equilibrio, lo cual implica que los potenciales químicos de todas las especies (Cu, Fe, y Ni) son iguales, obtener una composición no homogénea, es necesario que se produzca un proceso de difusión que transporte alguna de las especies a zonas donde su concentración es la misma pero tal que, a consecuencia del proceso, tienda a aumentar.
Becker (1937)  y Dehlinger (1937) ya habían predicho con anterioridad la necesidad de un coeficiente de difusión negativo dentro de la región espinodal de un sistema binario empleando un modelo basado en las leyes de Fick. Sin embargo, su tratamiento teórico no podía explicar el crecimiento de una modulación de longitud de onda concreta como la observada por Bradley en la aleación Cu-Ni-Fe. De hecho, todo modelo basado en las leyes de Fick conduce a una solución físicamente inaceptable cuando el coeficiente de difusión: la ecuación de difusión se convierte en la llamada ecuación de Black-Scholes, y prevé una difusión inversa totalmente opuesta al segundo principio de la termodinámica.
Por tanto, hacia principios de la década de 1950 las modulaciones por Bradley seguían sin estar totalmente explicadas, si bien se aceptaba que eran debidas a distribución heterogénea en la concentración de los componentes, posiblemente debido a la aparición de dos fases diferentes dentro del material. Quedaba por tanto por explicar de que modo era posible que, partiendo de una aleación totalmente homogénea en su composición, pudiera producirse tal redistribución de componentes.
La primera explicación a este respecto fue ofrecida por Mats Hillert en 1955. Partiendo de un modelo de solución ideal, derivó la ecuación del flujo másico para la difusión unidimensional en una red cristalina discreta. A diferencia de los modelos previos basados en las leyes de Fick, su modelo incluía el efecto de la energía interfacial entre planos interatómicos adyancentes que difirieran en composición. Hillert resolvió numéricamente su ecuación y descubrió que dentro de la zona espinodal resultaba en una variación periódica de la composición con la distancia. Más aún, calculó la longitud de onda de la modulación y halló que era del mismo orden de magnitud que la observada para las aleaciones Cu-Ni-Fe.
Posteriormente, John W. Cahn (1961) desarrollaría  un modelo mucho más refinado que incluía los efectos de las tensiones de coherencia, así como del gradiente energético, llegando con ello a plantear la llamada Ecuación de Cahn-Hilliard que permite explicar el fenómeno. Los trabajos de Cahn y sus diversas modificaciones sentaron las bases para todo el desarrollo posterior de esta área de estudio.

## Modelo de Bragg-Williams
La descomposición espinodal puede concebirse como la desmezcla de dos (o más) materiales inicialmente miscibles. El modelo de Bragg-Williams es un sencillo modelo basado en la Mecánica estadística que permite entender los fundamentos de la descomposición espinodal al tiempo que ofrece la posibilidad de realizar un tratamiento analítico (aunque simplificado) de la misma.
Sea una red cristalina formada por dos tipos de átomos indistinguibles que denotamos por A y B, siendo Na el número de átomos de la especie A y Nb de la especie B. Cada posición de red puede estar ocupada por un solo átomo, de manera que habrá N=Na+Nb átomos y posiciones de red en total. Se desea calcular primeramente la entropía asociada a una mezcla de A y B. Para ello, en este caso es posible aplicar el Colectivo microcanónico sobre el sistema cerrado formado por la red cristalina. En efecto, el número de distintas configuraciones que sobre una red de N posiciones pueden adoptar Na átomos de A y Nb átomos de B viene dado por:
{\displaystyle \Omega ={\frac {N!}{N_{a}!N_{b}!}}}
La entropía de Boltzmann asociada será:
{\displaystyle S=k_{b}\ln(\Omega )\,}
{\displaystyle S=k_{b}(\ln(N!)-\ln(N_{a}!)-\ln(N_{b}!))\,}
En virtud la identidad de Stirling, para N grandes esto se puede expresar como:
{\displaystyle S=k_{b}(N\ln(N)-N-N_{a}\ln(N_{a})+N_{a}-N_{b}\ln(N_{b})+N_{b})\,}
{\displaystyle S=k_{b}(N\ln(N)-N_{a}\ln(N_{a})-N_{b}\ln(N_{b}))\,}
Introduciendo las concentraciones {\displaystyle c_{a}} y {\displaystyle c_{b}} definidas como:
{\displaystyle c_{a}={\frac {N_{a}}{N}}\,}, {\displaystyle c_{b}={\frac {N_{b}}{N}}\,},
se llega a la siguiente expresión:
{\displaystyle S=k_{b}(N\ln(N)-c_{a}N\ln(c_{a})-c_{b}N\ln(c_{b})-c_{a}N\ln(N)-c_{b}N\ln(N))\,},
{\displaystyle S=-Nk_{b}(c_{a}\ln(c_{a})+c_{b}\ln(c_{b}))\,}
Esta es la expresión de la entropía de mezcla de dos especies.
Se pretende realizar un estudio de la composición en equilibrio la mezcla. Para ello, lo más sencillo será obtener el potencial de Helmholtz, para lo cual es a su vez necesario obtener la energía interna de la mezcla. El modelo de Bragg y Williams restringe las posibles interacciones entre átomos (enlaces) únicamente a aquellas que se dan entre vecinos inmediatos de la red cristalina; si el número de coordinación es z, entonces habrá z átomos circundando a uno dado, y por ende z posibles interacciones. Para el caso de dos especies atómicas A y B, habrá tres posibles tipos de interacciones: AA, entre dos átomos del elemento A; BB, entre dos átomos del elemento B; y AB, entre un átomo de A y otro de B. Así, habrá Naa, Nbb y Nab pares de interacciones atómicas. Despreciando cualquier otro tipo de interacción o fenómeno energético que no sea este, esto es, despreciando la energía vibracional de los átomos, la energía interna U será
{\displaystyle U=N_{aa}E_{aa}+N_{bb}E_{bb}+N_{ab}E_{ab}\,},
donde {\displaystyle E_{ij}\,} representa la energía asociada con un par atómico ij. Esta expresión de la energía interna puede simplificarse notando que los {\displaystyle N_{ij}\,} no son independientes entre sí, sino que están relacionados por medio del número de coordinación z como sigue:
{\displaystyle zN_{a}=2N_{aa}+N_{ab}\,}
{\displaystyle zN_{b}=2N_{bb}+N_{ab}\,}
{\displaystyle N_{a}+N_{b}=N\,}
Así, la energía interna resulta ser:
{\displaystyle U={\frac {1}{2}}(zN_{a}-N_{ab})E_{aa}+{\frac {1}{2}}(zN_{b}-N_{ab})E_{bb}+N_{ab}E_{ab}\,}
{\displaystyle U={\frac {1}{2}}z(N_{a}E_{aa}-N_{b}E_{bb})+{\frac {1}{2}}(2E_{ab}-E_{aa}-E_{bb})N_{ab}\,}
{\displaystyle U={\frac {1}{2}}z[NE_{bb}+N_{a}(E_{aa}-E_{bb})]+{\frac {1}{2}}(2E_{ab}-E_{aa}-E_{bb})N_{ab}\,}
Dentro del supuesto de considerar únicamente las interacciones atómicas entre átomos vecinos, esta expresión de la energía interna es exacta, pero a costa de introducir una nueva variable N_{ab}. Para el caso en cuestión, es suficiente con considerar Nab como el número de átomos de A (o de B) multiplicados por la probabilidad de encontrar un vecino de B (o de A). Así:
{\displaystyle N_{ab}\approx N_{a}c_{b}=c_{a}N_{b}=Nc_{a}c_{b}\,}.
Esta aproximación se corresponde con una aproximación de campo medio en tanto en cuanto  sólo las interacciones medias entre átomos son consideradas como relevantes; cualquier correlación entre las posiciones de átomos de A y de B es despreciada. La expresión resultante es entonces:
{\displaystyle U={\frac {1}{2}}zN[E_{bb}+c_{a}(E_{aa}-E_{bb})]+{\frac {1}{2}}N(2E_{ab}-E_{aa}-E_{bb})c_{a}c_{b}\,}.
El segundo sumando del segundo miembro de la ecuación es fundamental para determinar el comportamiento del sistema binario en cuestión. Para interpretarlo, considérese un átomo A rodeado de z átomos A, y un átomo B rodeado de z átomos B. Si se retira el átomo A de su posición A, se reduce la energía del sistema en {\displaystyle zE_{aa}\,} (se destruyen z enlaces AA); si a su vez se coloca este átomo A en la posición de B, se incrementaría la energía del sistema en  {\displaystyle zE_{ab}\,} (se crean z enlaces AB). El proceso análogo para el átomo B resultaría en un decremento de la energía de {\displaystyle zE_{bb}\,} y un incremento de {\displaystyle zE_{ab}\,}. Así, si se intercambian el átomo A por el B y viceversa, el incremento de energía interna global será:
{\displaystyle \Delta U=-zE_{aa}+zE_{ab}-zE_{bb}+zE_{ab}\,}
{\displaystyle \Delta U=z(2E_{ab}-E_{aa}-E_{aa})\,}.
Si {\displaystyle \Delta U>0\,}, entonces la sustitución de enlaces AA y BB por enlaces AB incrementa la energía interna, por lo que a bajas temperaturas, donde la energía domina a la entropía, el sistema es termodinámicamente estable con respecto a la separación de fases, de manera que los átomos de la misma especia tenderán a agruparse juntos. En el caso opuesto, cuando {\displaystyle \Delta U<0\,}, la solución ordenada o compuesta se ve favorecida, maximizándose el número de enlaces AB. Para el caso extremo en que {\displaystyle \Delta U=0\,}, no habrá tendencia ni hacia el orden o la separación, y el sistema se comportará como una solución ideal en todo el medio material.
A fin de simplificar las expresiones pero sin esencialmente alterar la física del sistema, se supondrá que {\displaystyle E_{aa}=E_{bb}}, de manera que
{\displaystyle U={\frac {1}{2}}zNE_{bb}+N((E_{ab}-E_{aa})c_{a}c_{b}\,}.
La energía libre de Helmholtz será entonces:
{\displaystyle F=N(E_{ab}-E_{aa})c_{a}c_{b}+Nk_{b}T(c_{a}\ln(c_{a})+c_{b}\ln(c_{b}))+constante\,}.
Esta expresión del potencial de Helmholtz obtenida del modelo de Bragg-Williams pone de manifiesto la competición entre el predominio de los términos de entropía a altas temperaturas (el segundo sumando) o energéticos a bajas (el primer sumando). Aunque para llegar a él se hayan hecho muchas simplificaciones, la expresión pone de manifiesto el aspecto fundamental de la física de la descomposición espinodal: las altas temperaturas tenderán a favorecer la mezcla de especies, de manera que a partir de un cierto límite térmico el fenómeno de la descomposición espinodal, esto es, de la segregación de especies, será esencialmente imposible. Así pues, esta se producirá fundamentalmente en sistemas a baja temperatura donde la competición entre el término energético y el entrópico es relevante, y dependerá de las magnitudes relativas entre las energías de enlace interatómico tanto entre las mismas especies como entre especies atómicas diferentes.